# Luis Colmenares
Luis Colmenares  nacido el 25 de noviembre de 1976; Valencia, Carabobo, Venezuela), es un ex beisbolista venezolano. Actualmente se desempeña como entrenador de bullpen de los Navegantes del Magallanes de la Liga Venezolana de Béisbol Profesional.
Como jugador, Colmenares fue un pitcher que jugó siete años en Ligas Menores, de 1994 a 2000, todos en el sistema de granjas de los Colorado Rockies entre las categorías de novatos, A y Doble-A. En la Liga Venezolana de Béisbol Profesional actuó por espacio de diez temporadas, cinco de ellas con los Navegantes del Magallanes, cuatro con Tigres de Aragua y una compartida entre Leones del Caracas y Caribes de Oriente.
Su inicio en labores de técnico ocurrió en 2010, cuando trabajó como entrenador de pitcheo del equipo de novatos de Tigres de Aragua en la Liga Paralela. A partir de 2012 pasó a formar parte del cuerpo de instructores de los Navegantes del Magallanes en la Paralela, donde permaneció durante tres años hasta ser llamado por los Navegantes al comienzo de la temporada 2015-16.